# 全国高等学校野球選手権大会中九州大会
全国高等学校野球選手権大会中九州大会（ぜんこくこうとうがっこうやきゅうせんしゅけんなかきゅうしゅうたいかい）は、1959年（第41回）から1975年（第57回）まで熊本県と大分県の間で行われた、全国高等学校野球選手権大会の地区大会である。

## 概要・歴史
1958年（第40回）開催後の編成替えで、西九州大会に属していた熊本県と東九州大会に属していた大分県が統合して発足し、1959年（第41回）から開催された。（※これにより東九州大会は消滅し、参加していた宮崎県・沖縄県の2県は1959年以降は南九州大会となった。）
熊本県と大分県が1976年（第58回）から1県1代表制に移行したため1975年（第57回）限りで消滅している。
最終成績は大分県勢の10勝4敗。1965年（第47回）津久見から、1974年（第56回）佐伯鶴城まで大分県勢が8連勝した。
中九州大会代表としての最高成績は、1972年（第54回）で津久見が水江 - 足立のバッテリーで優勝している。

## 編成の歴史
- 1959年（第41回大会） - 西九州大会に属していた熊本県と東九州大会（※解体され南九州大会となる）に属していた大分県がそれぞれ独立し統合し発足した。
- 1976年（第58回大会） - 熊本県・大分県が1県1代表制に移行したため前年の第57回大会限りで消滅した。

## 大会結果
| 年度（大会）         | 優勝校（代表校） | 決勝スコア | 準優勝校         |
| -------------------- | ---------------- | ---------- | ---------------- |
| 1959年（第41回大会） | 鎮西（熊本）     | 5 - 0      | 津久見（大分）   |
| 1960年（第42回大会） | 熊本商（熊本）   | 5 - 1      | 高田（大分）     |
| 1961年（第43回大会） | 高田（大分）     | 6 - 2      | 熊本工（熊本）   |
| 1962年（第44回大会） | 大分商（大分）   | 6 - 1      | 熊本工（熊本）   |
| 1964年（第46回大会） | 八代東（熊本）   | 4 - 3      | 佐伯鶴城（大分） |
| 1965年（第47回大会） | 津久見（大分）   | 17 - 6     | 八代東（熊本）   |
| 1966年（第48回大会） | 津久見（大分）   | 5 - 2      | 熊本一工（熊本） |
| 1967年（第49回大会） | 大分商（大分）   | 7 - 0      | 熊本工（熊本）   |
| 1969年（第51回大会） | 大分商（大分）   | 12 - 3     | 八代第一（熊本） |
| 1970年（第52回大会） | 大分商（大分）   | 3 - 2      | 津久見（大分）   |
| 1971年（第53回大会） | 鶴崎工（大分）   | 8 - 0      | 中津工（大分）   |
| 1972年（第54回大会） | 津久見（大分）   | 3 - 2      | 大分商（大分）   |
| 1974年（第56回大会） | 佐伯鶴城（大分） | 14 - 4     | 熊本一工（熊本） |
| 1975年（第57回大会） | 九州学院（熊本） | 8 - 0      | 津久見（大分）   |